# 鄒旦
鄒旦，樂安人，明朝政治人物。
正統七年，接替蔣義，擔任南直隶常州府宜興縣知縣，后。由宗顯接任知縣。